# Henry Farrell
Henry Farrell, pseudonimo di Charles Farrell Myers (Madera, 27 settembre 1920 – Pacific Palisades, 29 marzo 2006), è stato uno scrittore e sceneggiatore statunitense autore di libri gialli e noir.

## Opere (parziale)

### Romanzi
- The Hostage (1959)
- What Ever Happened to Baby Jane?  (1960)
- Death on the sixth Day (1961)
- How Awful About Allan (1963)
- Such a Gorgeous Kid like Me (1967) - Una splendida figliola come me[2]

### Racconti
- Whatever Happened to cousin Charlotte?
- The Eyes of Charlie Sand
- Where Beauty lies
- The Do-Gooder

## Filmografia
- Che fine ha fatto Baby Jane? (What Ever Happened to Baby Jane?), regia di Robert Aldrich (1962)
- Piano... piano, dolce Carlotta (Hush... Hush, sweet Charlotte), regia di Robert Aldrich (1964)
- Horror, regia di Peter Lilienthal - film TV (1969)
- La casa che non voleva morire (The House That Would Not Die), regia di John Llewellyn Moxey - film TV (1970)
- Che succede al povero Allan? (How Awful About Allan), regia di Curtis Harrington - film TV (1970)
- I raptus segreti di Helen (What's the Matter with Helen?), regia di Curtis Harrington (1971)
- Mica scema la ragazza! (Une belle fille comme moi), regia di François Truffaut (1972)

## Riconoscimenti
Nel 1965 ha vinto il Premio Edgar Allan Poe alla migliore sceneggiatura per Hush.. Hush, sweet Charlotte.